# Yamaga Soko
Yamaga Sokō (山鹿素行, 21 de setembro de 1622 - 23 de outubro de 1685) foi um filósofo japonês e estrategista militar durante o Shogunato Tokugawa. Ele foi um cunfucionista, e um homem aplicado a espalhar as ideias de "Homem superior" para a classe samurai do Japão. Isso resultou numa importante parte da vida e do código samurai conhecido como bushido.
Ao adaptar a tradição confucionista para suas próprias exigências, sofreu uma rejeição implícita de por parte de intelectuais e do clã Tokugawa. Yamaga Sokō foi o primeiro importante oficial a romper com com este maneira ortodoxa. Yamaga foi um estudante de Hayashi Razan, um japonês Neo-Confucionista e filosofo.  Também foi aluno e adepto de uma ciência militar, ele estava preocupado em prolongar a inatividade da classe guerreira sob o governo Tokugawa.

## História
Yamaga escreveu uma série de obras sobre o "A crença do Samurai" (bukyō) e "o caminho do cavaleiro" (shidō). Desta forma, ele descreveu de forma sublime a missão do guerreiro e sua obrigação, que se tornaram conhecidas como "Caminho dos Samurais" (bushidō). De acordo com William Scott Wilson, em seu texto "Idéias do Samurai":  "Em sua teoria do Shido (uma teoria menos radical que o bushido), Soko definiu o guerreiro como um exemplo da pureza para o confucionismo e outras classes da sociedade, e como punidor para quem desviasse de seu caminho."
Wilson escreveu que Soko era um samurai com uma "espécie de gerreiro-Sage" e centrou seus escritos focando esses "Ideais transcendentais" de perfeição.  Wilson também afirma que "esta direção de pensamento,no entanto, era típica de estudiosos da era Edo em sua tendência e especulação."
Ele coloca que as artes, letras e história foram escenciais para a formação intelectual dos samurais. Yamaga assim, simboliza a transformação histórica da classe samurais para uma aristocracia puramente militar para um aumento da liderança política e intelectual. Um de seus alunos foi Daidōji Yūzan, um samurai da familia Daidōji, que passaria ser o autor de um importante texto bushidō, Budō shoshin shu.
Ele também chamou a atenção para a necessidade de estudar e aprovar as armas e táticas ocidentais, assim como a introdução do Holandês.
Em 1665, Yamaga publicou sua antipatia pelo Neo-Confucionismo no Essencia do Confucionismo e foi preso no ano seguinte a mando de Hoshina Masayuki, Lord de Aizu. Yamaga proclamou a sua convicção de que a autêntico verdade só poderia ser encontrada nos ensinamentos da ética Confúcia, e que os desenvolvimentos posteriores na tradição confucionista representava a perversidade sobre a doutrina original. Hoshina, no entanto, viu esse ataque como um potencial desafio para a autoridade Tokugawa, Yamaga posteriormente foi exilado para ficar com o daimyo Asano, onde sua vida se intercala com os 47 Rōnin, que é posteriormente relatado nos clássicos da literatura japonesa.Chūshingura.
A vida de seu próximo contemporâneo Matsudaira Sadanobu apresenta um contexto mais útil para a compreensão plena da vida de Yamaga.  Ambos acreditavam inteiramente nos valores pessoais do Confucionismo, mas possuiam preceitos ligeiramente diferentes por causa da sociedade no período Edo. Neste tempo, essa concepção dos valores do confucionismo, o que o fez sentir a necessidade de estudar e provar as táticas e armas ocidentais, assim como introduzido pelo holandês
A conceção do bushidō de Yamaga reinicia e codifica os escritos do século passado e, aponta o imperador como o centro de toda a lealdade. Seus ensinamentos, portanto, atingiram diretamente toda a atual estrutura feudal, e ele não chamava por mudanças no status do Imperador do Japão.